# 中島早苗
中島 早苗（なかじま さなえ、1970年10月27日 - ）は、日本の元タレント、元子役。おニャン子クラブの元メンバーで、会員番号は46番。
東京都目黒区出身、世田谷区育ち。

## 略歴
世田谷区立旭小学校在学時に劇団いろはに入団。テレビドラマ『宇宙刑事ギャバン』では藤わかば役で1年間レギュラーを務めた。
世田谷区立駒留中学校2年の時に劇団を辞めた。
高校1年の9月におニャン子クラブに加入。1987年3月20日、『夕やけニャンニャン』の番組内で行われた第4回卒業式でおニャン子クラブを卒業した。
卒業後にはクレアラシルのCMに出演するも、あまり話題にはならなかった。

## 出演
- 宇宙刑事ギャバン（1982年 - 1983年、東映・テレビ朝日） - 藤わかば 役